# Lac d'Avoriaz
Le lac d'Avoriaz se trouve en Haute-Savoie, au pied de la station de sports d'hiver d'Avoriaz, dans le Chablais français. C'est un lac de montagne situé à 1 735 mètres d'altitude.